# Johannes V. (Jerusalem)
Johannes V. (bl. 705–735) war griechischer Patriarch von Jerusalem. Nach einer mehrere Generationen währenden Vakanz war er der erste Patriarch, der kirchenpolitisch in Erscheinung trat.
Er war ein Gegenspieler des Kaisers Leo III., der im Bilderstreit anscheinend ikonoklastische Bestrebungen förderte. Nach dem Kirchenschriftsteller Theophanes widersprach Johannes dieser Neuerung „gemeinsam mit allen Bischöfen des Ostens“.
Über die Dauer seines Patriarchates gibt es widersprüchliche Nachrichten, nach einer Quelle begann es bereits 704, nach einer anderen dauerte es nur vier Jahre. In der Forschung ist inzwischen etabliert, dass er das Amt etwa 30 Jahre bis 735 innehatte.